# Poa maniototo
Poa maniototo är en gräsart som beskrevs av Donald Petrie. Poa maniototo ingår i släktet gröen, och familjen gräs. Inga underarter finns listade i Catalogue of Life.